# ملكة جمال العالم 2018
مسابقة ملكة جمال العالم 2018  هي مسابقة ملكة جمال العالم الثامنة والستين في تاريخ مسابقة ملكة جمال العالم منذ انطلاقتها عام 1951، عقدت المسابقة في 8 ديسمبر 2018 في سانيا سيتي أرينا في سانيا، الصين، تنافس على التاج 118 متسابقة من جميع أنحاء العالم. في نهاية الحدث توجت فانيسا بونس من المكسيك من قبل ملكة جمال العالم السابقة مانوشي تشولار من الهند، بذلك أصبحت أول امرأة مكسيكية تفوز بلقب ملكة جمال العالم.

## النتائج

### المراكز النهائية
| النتائج النهائية      | المتنافسة |
| --------------------- | --- |
| ملكة جمال العالم 2018 | - المكسيك - فانيسا بونس |
| الوصيفة الأولى        | - تايلاند - نيكولين ليمسنوكان |
| أفضل 5                | - بيلاروسيا - ماريا فاسيليفيتش - جامايكا - خديجة روبنسون - أوغندا - كوين أبيناكيو |
| أفضل 12               | - فرنسا - مايفا كوك - مارتينيك - لاريسا سيغاريل - موريشيوس - مورييل رافينا - نيبال - شرينكالا خاتيوادا - نيوزيلندا - جيسيكا تايسون - بنما - سولاريس باربا - اسكتلندا - لينزي مكليلاند |
| أفضل 30               | - بنغلاديش - جناتول فردوس - باربادوس - اشلي لاشلي - بلجيكا - أنجيلين فلور بوا - تشيلي - أناهي هرمزابال - الصين - ماو بي روي - جزر كوك - ريحانا كوتيكا ويكي - الهند - أنوكريثي فاس - إندونيسيا - عليا نورشبرينا - اليابان - كاناكو ديت - ماليزيا - لاريسا بينغ - نيجيريا - أنيتا أوكاه - أيرلندا الشمالية - كاثرين ووكر - روسيا - ناتاليا سترويفا - سنغافورة - فانيسا بي - جنوب أفريقيا - ثوليسا كي - الولايات المتحدة - ماريسا بتلر - فنزويلا - فيرسكا ليوبيسافليفيتش - فيتنام - ترون تيو في |

### ملكات القارات للجمال
| القارات    | المتنافسة                             |
| ---------- | ------------------------------------- |
| أفريقيا    | - أوغندا - كوين أبيناكيو              |
| الأمريكتين | - بنما - سولاريس باربا                |
| آسيا       | - تايلاند - نيكولين بيتشابا ليمسنوكان |
| الكاريبي   | - جامايكا - خديجة روبنسون             |
| أوروبا     | - بيلاروسيا - ماريا فاسيليفيتش        |
| أوقيانوسيا | - نيوزيلندا - جيسيكا تايسون           |

## المتسابقات
118 متسابقة تنافسن على اللقب:
| البلد / الإقليم        | المتسابقة               | العمر | مسقط رأسها             |
| ---------------------- | ----------------------- | ----- | ---------------------- |
| ألبانيا                | نيكيتا بريكا            | 22    | ليجه                   |
| أنغولا                 | نيلما فيريرا            | 20    | لواندا                 |
| الأرجنتين              | فيكتوريا سوتو           | 25    | كونسبسيون ديل أوروغواي |
| أرمينيا                | ارينا زيناليان          | 25    | يريفان                 |
| أروبا                  | نوريان أرياس            | 24    | أورانجيستاد            |
| أستراليا               | تايله كانون             | 23    | ملبورن                 |
| النمسا                 | إيزابيلا إيون           | 24    | بريجنز                 |
| جزر البهاما            | برينيك جيبسون           | 22    | نيو بروفيدنس           |
| بنغلاديش               | جنة الفردوس أوشي        | 18    | بيروجبور               |
| باربادوس               | اشلي لاشلي              | 19    | بريدجتاون              |
| بيلاروسيا              | ماريا فاسيليفيتش        | 21    | مينسك                  |
| بلجيكا                 | أنجيلين فلور بوا        | 23    | أنتويرب                |
| بليز                   | جالسا آرثرز             | 18    | Santa Elena            |
| بوليفيا                | فانيسا فارغاس           | 22    | كوتشابامبا             |
| البوسنة والهرسك        | أنجيلا باليكسيتش        | 20    | سراييفو                |
| بوتسوانا               | مويتشيبي إلياس          | 24    | غابورون                |
| البرازيل               | جيسيكا كارفالو          | 22    | بارنيبا                |
| جزر العذراء البريطانية | يادالي توماس سانتوس     | 22    | تورتولا                |
| بلغاريا                | كالينا ميتيفا           | 19    | صوفيا                  |
| الكاميرون              | ايمي كارولين نسكي       | 22    | ياوندي                 |
| كندا                   | حنا بيجوفيتش            | 19    | تورنتو                 |
| جزر كايمان             | كيلسي وودمان بودين      | 22    | جده كايل               |
| تشيلي                  | أناهي هرمازبال          | 19    | سانتياغو               |
| الصين                  | ماو بيروي               | 26    | ينتشوان                |
| كولومبيا               | لورا أوسوريو            | 22    | ميديلين                |
| جزر كوك                | ريحانة كوتيكا ويكي      | 26    | راروتونغا              |
| كرواتيا                | إيفانا مودني دجمينة     | 17    | دوبروفنيك              |
| كوراساو                | نظيرة كولاستيكا         | 18    | ويلمستاد               |
| قبرص                   | أندريانا فياكا          | 19    | نيقوسيا                |
| جمهورية التشيك         | كاتشينا كاسانوفا        | 19    | براغ                   |
| الدنمارك               | تارا جنسن               | 18    | هفيدوفر                |
| جمهورية الدومينيكان    | دينيس روميرو            | 24    | Higüey                 |
| الإكوادور              | نيكول اكلس              | 21    | بيمامبيرو              |
| مصر                    | منى هلال                | 26    | القاهرة                |
| السلفادور              | ميتزي سولانو            | 27    | سانتا آنا              |
| إنجلترا                | أليشا كوي               | 19    | نيوكاسل                |
| غينيا الاستوائية       | سيلفيا أدجومو ندونج     | 20    | مالابو                 |
| إثيوبيا                | سوليانا أباينة          | 22    | اديس ابابا             |
| فنلندا                 | جيني لابالاينين         | 23    | هلسنكي                 |
| فرنسا                  | مايفا كوك               | 24    | فيركس                  |
| جورجيا                 | نيا تسيفتسيفادزي        | 24    | تبليسي                 |
| ألمانيا                | كريستين كيلر            | 24    | دوسلدورف               |
| غانا                   | نانا أما بنسون          | 23    | أكرا                   |
| جبل طارق               | ستار فاروجيا            | 22    | جبل طارق               |
| اليونان                | ماريا ليبيدا            | 20    | باتراس                 |
| غوادلوب                | مورغان تيريزين          | 22    | لو جوسير               |
| غوام                   | جيانا سجامبيلوري        | 18    | هاغاتنا                |
| غواتيمالا              | إليزابيث جراماجو        | 22    | مدينة غواتيمالا        |
| غينيا بيساو            | روبياتو ناماجو          | 23    | بافاتا                 |
| جويانا                 | أمبيكة رامراج           | 19    | جورج تاون              |
| هايتي                  | ستيفي مورينسي           | 26    | بورت أو برنس           |
| هندوراس                | دايانا سابيلون          | 23    | سيغواتبيكي             |
| هونغ كونغ              | وينغ وونغ               | 25    | كولون                  |
| المجر                  | أندريا سزارفاس          | 20    | Vésztő                 |
| أيسلندا                | إرلا ألفسدوتير          | 24    | ريكيافيك               |
| الهند                  | أنوكريثي فاس            | 20    | تيروتشيرابالي          |
| إندونيسيا              | علياء نورشابرينا        | 22    | باندونغ                |
| أيرلندا                | أويف أوسوليفان          | 23    | باندون                 |
| إيطاليا                | نونزيا أماتو            | 21    | نابولي                 |
| جامايكا                | كاديجا روبنسون          | 23    | القديسة إليزابيث       |
| اليابان                | تاريخ كاناكو            | 21    | طوكيو                  |
| كازاخستان              | إيكاترينا دفورتسكايا    | 20    | أتيراو                 |
| كينيا                  | tينالي غلايا            | 24    | نيروبي                 |
| كوريا                  | بو آه تشو               | 25    | سول                    |
| لاوس                   | كادومفت زيافونج         | 21    | محافظة أودومكساي       |
| لاتفيا                 | دانييلا جودز رومانوفسكا | 21    | ريغا                   |
| لبنان                  | ميرا طفيلي              | 26    | بيروت                  |
| ليسوتو                 | ريثابيلي ثاثا           | 21    | ماسيرو                 |
| لوكسمبورغ              | كاساندرا لوبيز مونتيرو  | 18    | لوكسمبورغ (مدينة)      |
| مدغشقر                 | ميانسا راندريامبلونورو  | 20    | أنتاناناريفو           |
| ماليزيا                | لاريسا بينغ ليو         | 19    | Lutong                 |
| مالطا                  | ماريا إلول              | 24    | فاليتا                 |
| مارتينيك               | لاريسا سيغاريل          | 20    | فور دو فرانس           |
| موريشيوس               | موريل رافينا            | 22    | بورت لويس              |
| المكسيك                | فانيسا بونس             | 26    | مدينة مكسيكو           |
| مولدوفا                | تمارا زاريكيا           | 21    | كيشيناو                |
| منغوليا                | إردنيباتار النخريما     | 21    | أولان باتور            |
| الجبل الأسود           | ناتاليا جلوسيفيتش       | 18    | بودغوريتشا             |
| ميانمار                | هان ثي                  | 21    | يانغون                 |
| نيبال                  | شرينكالا خاتيوادا       | 26    | كاتماندو               |
| هولندا                 | ليوني هيسلينك           | 26    | أمستردام               |
| نيوزيلندا              | جيسيكا تايسون           | 25    | أوكلاند                |
| نيكاراغوا              | يوسلين جوميز رييس       | 23    | بواكو                  |
| نيجيريا                | أنيتا أوكاه             | 23    | أويري                  |
| إيرلندا الشمالية       | كاثرين والكر            | 23    | بلفاست                 |
| النرويج                | مادلين ميشيلسن          | 19    | أوسلو                  |
| بنما                   | سولاريس باربا           | 19    | مدينة باناما           |
| باراغواي               | ماكوينا جايارين         | 22    | أسونسيون               |
| بيرو                   | كلاريس أوريبي           | 22    | تشينتشا ألتا           |
| الفلبين                | كاتارينا رودريغيز       | 26    | مدينة دافاو            |
| بولندا                 | أجاتا بيرنات            | 29    | زدوسكا وولا            |
| البرتغال               | كارلا رودريغيز          | 25    | لشبونة                 |
| بورتوريكو              | دايانارا مارتينيز       | 25    | كانوفاناس              |
| روسيا                  | ناتاليا سترويفا         | 19    | ياكوتسك                |
| رواندا                 | ليليان إرادوكوندا       | 19    | المقاطعة الغربية       |
| اسكتلندا               | لينزي ماكليلاند         | 24    | إيست كيلبرايد          |
| السنغال                | ايساتو فايلي            | 22    | داكار                  |
| صربيا                  | إيفانا تريشيتش          | 24    | بلغراد                 |
| سيراليون               | سارة لورا تاكر          | 24    | Bonthe                 |
| سنغافورة               | فانيسا بيه              | 23    | سنغافورة               |
| سلوفاكيا               | دومينيكا جريكوفا        | 20    | براتيسلافا             |
| سلوفينيا               | لارا كالانج             | 18    | ليوبليانا              |
| جنوب افريقيا           | ثوليسا كي               | 26    | إيست لندن              |
| جنوب السودان           | فلورنس طومسون           | 19    | جوبا                   |
| أسبانيا                | أميا إزار               | 21    | أغويتز                 |
| سريلانكا               | نادية جيي               | 18    | كولومبو                |
| تنزانيا                | الملكة اليزابيث ماكيون  | 22    | دار السلام             |
| تايلاند                | نيكولين ليمسنوكان       | 20    | بانكوك                 |
| ترينيداد وتوباغو       | يسابيل بيسنات           | 26    | ميناء اسبانيا          |
| تركيا                  | سيففال شاهين            | 19    | اسطنبول                |
| أوغندا                 | كوين أبيناكيو           | 22    | مايوج                  |
| أوكرانيا               | ليونيلا جوز             | 19    | خيرسون                 |
| الولايات المتحدة       | ماريسا بتلر             | 24    | Standish               |
| فنزويلا                | فيرسكا ليوبيسافلجيفيتش  | 27    | كاراكاس                |
| فيتنام                 | تران تيو في             | 18    | محافظة كوانغ نام       |
| ملكة جمال ويلز ويلز    | بيثاني هاريس            | 20    | Newport                |
| زامبيا                 | موسى كالالوكا           | 20    | لوساكا                 |
| زيمبابوي               | بليندا بوتس             | 21    | هراري                  |

### التعيينات
1. ↑  ألبانيا - عينت فيرا جرابوكا نيكيتا بريكا ملكة جمال العالم ألبانيا 2018 بعد أن أعيد تعيينها صاحبة امتياز ملكة جمال العالم في ألبانيا.[5]
2. ↑  بليز - تم تعيين جالسا آرثرز "ملكة جمال العالم في بليز 2018" بعد حفل مغلق نظمه مايكل أرنولد، المدير الوطني لملكة جمال العالم في بليز.
3. ↑   مصر - تم تعيين موني هلال لتمثيل مصر من قبل يوسف سبهاي بعد إعادة تعيينه صاحب حق الامتياز لملكة جمال العالم في مصر.
4. ↑  السلفادور - تم تعيين ميتزي سولانو "ملكة جمال العالم في السلفادور 2018" بعد أن حصل كارلوس خيمينيز على امتياز ملكة جمال العالم في السلفادور. كانت ميتسي سابقًا ملكة جمال السلفادور 2013 وملكة جمال إنتركونتيننتال السلفادور 2017.
5. ↑   فنلندا - تم تعيين جيني لابالاينن ملكة جمال فنلندا لعام 2018 من قبل المواطن مديرة مسابقة ملكة جمال صومي. توج لابالاينن بالمركز الثاني في مسابقة ملكة جمال Suomi 2018.
6. ↑  غينيا بيساو - تم تعيين روبياتو ناماجو لتمثيل غينيا بيساو، وكانت سابقًا ملكة جمال غينيا بيساو 2014.
7. ↑   أيسلندا - تم تعيين إرلا ألفسدوتير لتمثيل أيسلندا من قبل بيورن ليفسون، المدير الوطني لملكة جمال العالم في أيسلندا بعد عدم إقامة مسابقة ملكة جمال وطنية.
8. ↑  لاتفيا - تم تعيين دانييلا جودز رومانوفسكا للمنافسة في مسابقة ملكة جمال العالم 2018 من قبل جوليا دجادنكو موغلر وكريستينا دجادنكو، مديري ملكة جمال العالم في لاتفيا.
9. ↑  لبنان - عُينت ميرا طفيلي لتمثيل لبنان بعد حصولها على مركز الوصيفة الأولى في مسابقة ملكة جمال لبنان 2018.
10. ↑  الولايات المتحدة - تم تعيين ماريسا بتلر للمنافسة في مسابقة ملكة جمال العالم 2018 بعد أن نظم مايكل بلاكي عملية اختيار مقابلة بالفيديو، بعد أن تم تعيينه صاحب الامتياز الجديد لملكة جمال العالم في الولايات المتحدة بسبب ضيق الوقت في تنظيم مسابقة ملكة جمال العالم.

### استبدالات
1. ↑  النمسا- حصلت إيزابيلا أيون على لقب ملكة جمال النمسا 2018 بعد أن خلع يورغ ريغر، المدير الوطني الجديد لمسابقة ملكة جمال النمسا، الفائزة الأصلية دانييلا زيفكوف لخرقها الشروط والأحكام المنصوص عليها في عقدها. مثل إيون ولاية فورارلبرغ في ملكة جمال النمسا 2018 وتوج بالمركز الثاني في المسابقة.
2. ↑   الدنمارك - توجت تارا جنسن ملكة جمال الدنمارك الجديدة 2018 من قبل ليزا لينتس، المديرة الوطنية لمسابقة ملكة جمال الدنمارك بعد استقالة الفائزة الأصلية لويز ساندر هنريكسن لأسباب شخصية. توجت جنسن بالمركز الثاني في مسابقة ملكة جمال الدنمارك 2018.
3. ↑  لوكسمبورغ - تم تعيين كاساندرا لوبيز مونتيرو للمنافسة في مسابقة ملكة جمال العالم 2018 كبديل لكيلي نيلز، ملكة جمال لوكسمبورغ 2018 من قبل هيرفي لانسيلين، رئيسة مسابقة ملكة جمال لوكسمبورغ، بسبب تعارض المواعيد بين ملكة جمال العالم 2018 وملكة جمال لوكسمبورغ 2019. احتلت مونتيرو المركز الثالث في مسابقة ملكة جمال لوكسمبورغ 2018.
4. ↑  بيرو - توجت كلاريس أوريبي ملكة جمال بيرو لعام 2018 من قبل تيتو باز، المدير الوطني لمسابقة ملكة جمال العالم في بيرو، بعد أن تم فصل الفائزة الأصلية إستيفاني موريتشي لعدم حصولها على شهادتها المهنية المعتمدة، والتي تعد أحد الشروط الأساسية للمنافسة في مسابقة ملكة جمال بيرو. مسابقة وطنية. مثل أوريبي مقاطعة تشينشا وكان أول مرشح نهائي في المسابقة.
5. ↑  روسيا - تم تعيين ناتاليا سترويفا ملكة جمال العالم لروسيا 2018 من قبل لاريسا تيخونوفا المديرة الوطنية لمسابقة ملكة جمال روسيا بعد أن اتخذت منظمة ملكة جمال روسيا قرارًا جماعيًا بإرسال يوليا بولياتشيخينا، الفائزة الأصلية في مسابقة ملكة جمال روسيا 2018 إلى ملكة جمال الكون 2018 فقط. لتجنب تضارب المواعيد. مثلت سترويفا جمهورية ياقوتيا في ملكة جمال روسيا 2018 وكانت الوصيفة الثانية في المسابقة.[25]

## الروابط الخارجية
- موقع ملكة جمال العالم الرسمي